# 鳳頭鴨
是一種原生於南美洲的鴨科單型屬物种。
由於鳳頭鴨的英語名稱（英語：Crested Duck）跟冠麻鴨（英語：Crested Shelduck）非常相似，有香港傳媒在報導新聞時會把兩者混淆；但事實上，新聞報導的鳥類品種其實是鳳頭鴨。

## 亚种
- 安第斯鳳頭鴨（L. specularioides alticola）：分布于安第斯山脉，自秘鲁和玻利维亚到阿根廷和智利的西北部。
- 巴塔哥尼亞鳳頭鴨（L. specularioides specularioides）：指名亚种，分布於福克蘭群島、智利及阿根廷。鳳頭鴨以無脊椎動物和海藻為食，通常會在淺海岸出沒。